# Konrad Salicki
Konrad (III) Salicki (ur. 12 lutego 1074 w opactwie Hersfeld; zm. 27 lipca 1101 we Florencji) – król Włoch w latach 1093–1098, król Niemiec w latach 1087–1098. Ponadto w latach 1076–1087 był księciem Dolnej Lotaryngii i margrabią Turynu.
Konrad był drugim synem cesarza Henryka IV i Berty Sabaudzkiej. Jego starszy brat Henryk urodził się i zmarł na początku sierpnia 1071. Konrad już w wieku dwóch lat towarzyszył ojcu w latach 1076–1077 w wyprawie do Kanossy. W tym samym czasie został księciem Dolnej Lotaryngii. Opiekę nad nim powierzono arcybiskupowi Mediolanu Teobaldowi. Konrad zamieszkał we Włoszech.
30 maja 1087 w Akwizgranie został koronowany na króla niemieckiego. W 1093 Konrad pod wpływem hrabiny Matyldy toskańskiej przeszedł do obozu papieskiego i w ten sposób stał się przeciwnikiem własnego ojca. W tym samym roku został koronowany na króla Włoch. W 1095 krótko po synodzie w Piacenzy przyrzekł papieżowi Urbanowi II bezpieczeństwo i pełnił służbę stratora (prowadził konia jako pachołek w uniżonym geście). W tym samym roku z inicjatywy Urbana II, Konrad ożenił się z Konstancją, córką hrabiego sycylijskiego Rogera I.
Na te wypadki Henryk IV zareagował zwołując w kwietniu 1098 zjazd w Moguncji. Cesarz ogłosił detronizację Konrada i równocześnie naznaczył na swojego następcę młodszego syna Henryka V. Konrad zmarł we Florencji i został pochowany w tamtejszej katedrze.